# ManuElla
Manuela Brečko, kendt under kunstnernavnet ManuElla (født 31. januar 1989) er en slovensk sangerinde. Hun repræsenterede Slovenien ved Eurovision Song Contest 2016.

## Diskografi
Singler
| Titel                                                        | År   | Højeste hitlisteplacering | Album   |
| Titel                                                        | År   | SLO                       | Album   |
| ------------------------------------------------------------ | ---- | ------------------------- | ------- |
| "Il futuro"                                                  | 2013 | —                         |         |
| "V tvojem ognju (Inferno)"                                   | 2013 | —                         |         |
| "Zadnji ples"                                                | 2013 | —                         |         |
| "Barve"                                                      | 2013 | —                         |         |
| "Silent Night"                                               | 2014 | —                         |         |
| "Blue and Red"                                               | 2016 | 1                         |         |
| "Salvation"                                                  | 2017 | —                         |         |
| "The Sound"                                                  | 2018 | —                         |         |
| "Only Love"                                                  | 2020 | —                         | Sunrise |
| "Forever Flow"                                               | 2020 | —                         | Sunrise |
| "—" denotes a single that did not chart or was not released. |      |                           |         |